# ياسر النجار
ياسر محمد يوسف النجار سياسي ودبلوماسي فلسطيني. كان والده أبو يوسف النجار قائدًا عامًا لقوات العاصفة في حركة فتح وعضو اللجنة التنفيذية لمنظمة التحرير الفلسطينية.

## الحياة العملية
بدأ في 30 يناير 2003 مديرًا عامًا في وزارة التخطيط والتعاون الدولي الفلسطينية. لاحقًا مُنح في 31 أكتوبر 2005 مرتبة سفير في وزارة الشؤون الخارجية وعُين سفيرًا لدولة فلسطين لدى النرويج وسفيرًا غير مقيم لدى آيسلندا منذ 26 يناير 2012. ثم عُين في 1 أغسطس 2013 سفيرًا لدولة فلسطين لدى ألبانيا وسلّم أوراق اعتماده في 10 أكتوبر 2013. أُحيل في 1 أبريل 2018 إلى التقاعد.